# Trentino
Tỉnh Trentino (Tiếng Ý: Provincia autonoma di Trento hay Trentino) là một tỉnh tự trị của Ý. Trong ngôn ngữ địa phương, thường thì sử dụng tên Trentin.
Tỉnh Trentino là một trong hai tỉnh của vùng Trentino-Nam Tirol, một vùng tự trị. Tỉnh này được chia ra thành 223 đơn vị hành chánh.. Tỉnh lỵ là thành phố Trento. Tỉnh có diện tích 6.207 km² và tổng dân số là 507.030 (2006). Vùng này có nhiều núi, như Dolomites, tạo thành một đoạn của dãy Alps.
Tỉnh này hầu như hoàn toàn núi non với một thung lũng chính chạy qua trung tâm có tên Valle dell'Adige (thung lũng Adige) đặt tên theo sông Adige chảy trong đó.
Tỉnh có diện tích 6.214 km², tổng dân số là 477.017 người năm 2001. Có 223 đô thị (danh từ số ít tiếng Ý:comune), ở trong tỉnh này  Lưu trữ ngày 7 tháng 8 năm 2007 tại Wayback Machine.
Các đô thị chính (dân số tại thời điểm 31 tháng 12 năm 2004):
Do được chia nhiều đô thị nhỏ nên tỉnh này đã lập các cộng đồng (comprensorio) để chia nhóm các đô thị vào các cộng đồng mà hội đồng do các đô thị bầu ra)
| Comprensorio                | Thủ phủ           | Diện tích | Dân số  | Vị trí                                        |
| --------------------------- | ----------------- | --------- | ------- | --------------------------------------------- |
| C1 Val di Fiemme            | Cavalese          | 415 km²   | 18.990  | Đông Trentino. Thung lũng Avisio              |
| C2 Primiero                 | Fiera di Primiero | 413 km²   | 9.959   | Đông Trentino. Các thung lũng Cismon và Vanoi |
| C3 Bassa Valsugana e Tesino | Borgo Valsugana   | 578 km²   | 26.167  | Đông Trentino. Thung lũng Brenta và Tesino    |
| C4 Alta Valsugana           | Pergine Valsugana | 394 km²   | 48.342  | Đông Trentino. Brenta and Fersina valleys     |
| C5 Valle dell'Adige         | Trento            | 656 km²   | 166.394 | Trung Trentino                                |
| C6 Val di Non               | Cles              | 596 km²   | 37.832  | Tây Trentino. Noce Valley                     |
| C7 Val di Sole              | Malè              | 609 km²   | 15.235  | Tây Trentino. Thung lũng Noce                 |
| C8 Valli Giudicarie         | Tione             | 1.176 km² | 36.282  | Tây Trentino. Thung lũng Sarca và Chiese      |
| C9 Alto Garda e Ledro       | Riva del Garda    | 353 km²   | 44.288  | Nam Trentino                                  |
| C10 Vallagarina             | Rovereto          | 694 km²   | 84.781  | Nam Trentino meridionale. Adige Valley        |
| C11 Ladino di Fassa         | Vigo di Fassa     | 318 km²   | 9.276   | Thung lũng Đông Trentino. Avisio              |

Tại thời điểm 31 tháng 5 năm 2005. các đô thị chính xếp theo dân số là:
| Đô thị            | Dân số  |
| ----------------- | ------- |
| Trento            | 112.142 |
| Rovereto          | 35.858  |
| Pergine Valsugana | 19.200  |
| Arco              | 16.023  |
| Riva del Garda    | 15.246  |
| Mori              | 8.918   |
| Lavis             | 8.307   |
| Ala               | 8.429   |
| Levico Terme      | 6.973   |
| Cles              | 6.834   |
| Borgo Valsugana   | 6.627   |
| Mezzolombardo     | 6.498   |